# Bisharatganj
Bisharatganj é uma cidade e uma nagar panchayat no distrito de Bareilly, no estado indiano de Uttar Pradesh.

## Demografia
Segundo o censo de 2001, Bisharatganj tinha uma população de 12,980 habitantes. Os indivíduos do sexo masculino constituem 52% da população e os do sexo feminino 48%. Bisharatganj tem uma taxa de literacia de 36%, inferior à média nacional de 59.5%; a literacia no sexo masculino é de 45% e no sexo feminino é de 25%. 22% da população está abaixo dos 6 anos de idade.